# Veinticinco de Agosto
Veinticinco de Agosto ou 25 de Agosto est une ville de l'Uruguay située dans le département de Florida. Sa population est de 1 794 habitants.

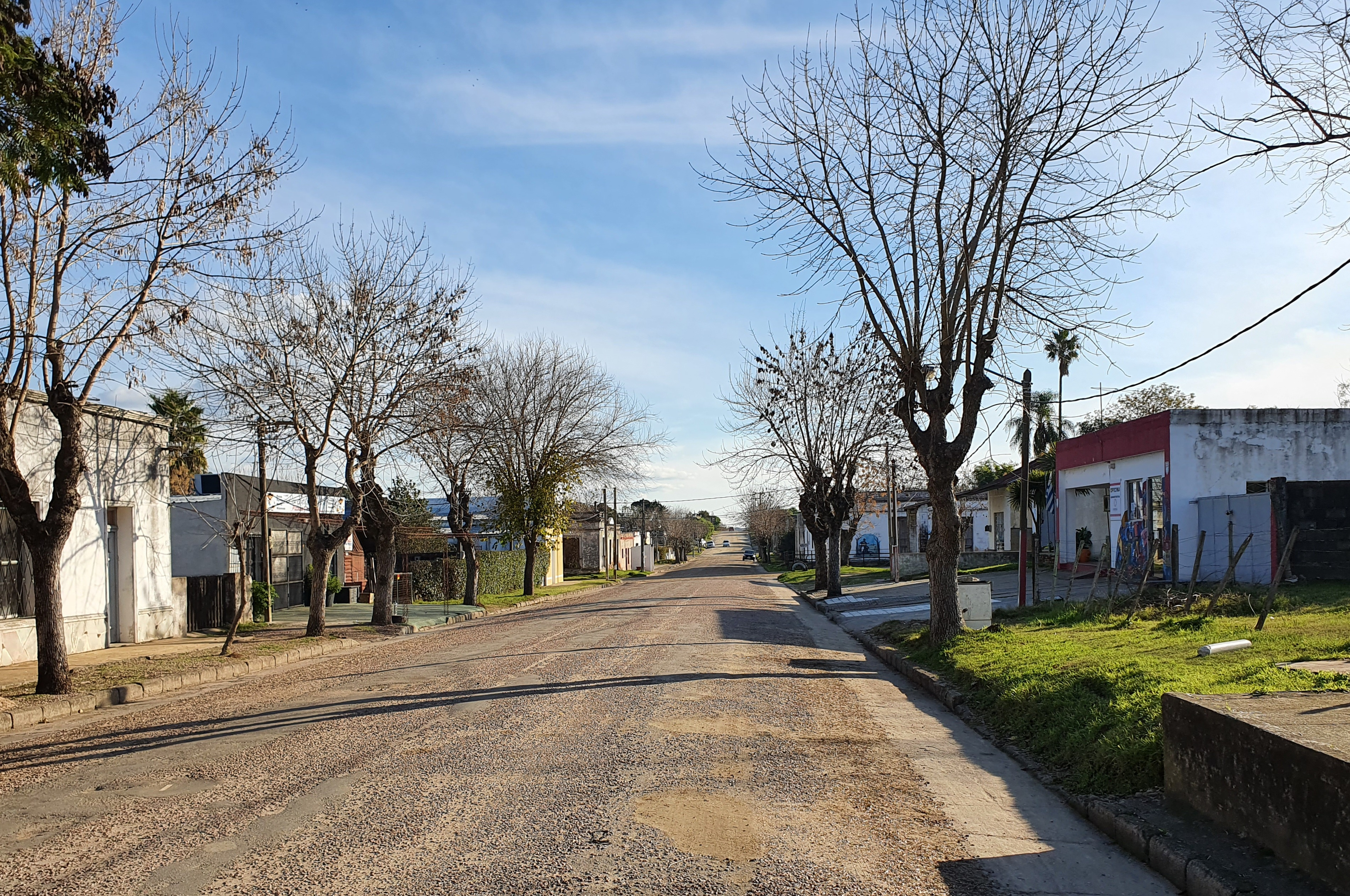
Rue de la ville de Veinticinco, Floride, Uruguay

## Histoire
La ville de Veinticinco de Agosto (espagnol: « 25 août ») a été fondée par Ramón Álvarez le 11 septembre 1873.

## Population
| Année | Population |
| ----- | ---------- |
| 1963  | 1 586      |
| 1975  | 1 750      |
| 1985  | 1 711      |
| 1996  | 1 727      |
| 2004  | 1 794      |

Référence,.